# Daniel Gherasim
Daniel Gherasim (n. 2 noiembrie 1964, București, România) este un fotbalist român care a jucat pentru FC Steaua București pe postul de portar. Printre meciurile memorabile la care a participat, deplasarea de la Brugge cu Club Brugge KV, 2-2 in turul decisiv pentru calificarea în grupele Champions League , sezonul 1996/97 și deplasarea de la Bastia, 2-3, în turul 2 al Cupei UEFA, sezonul 1997/98, meci în urma căruia, Steaua a obținut calificarea în turul 3.